# Formicivora paludicola
El hormiguerito paulista (Formicivora paludicola) es una especie —o la subespecie Formicivora acutirostris paludicola, dependiendo de la clasificación adoptada— de ave paseriforme de la familia Thamnophilidae perteneciente al género Formicivora . Es endémico de una pequeña región del estado de São Paulo, en Brasil.

## Distribución y hábitat

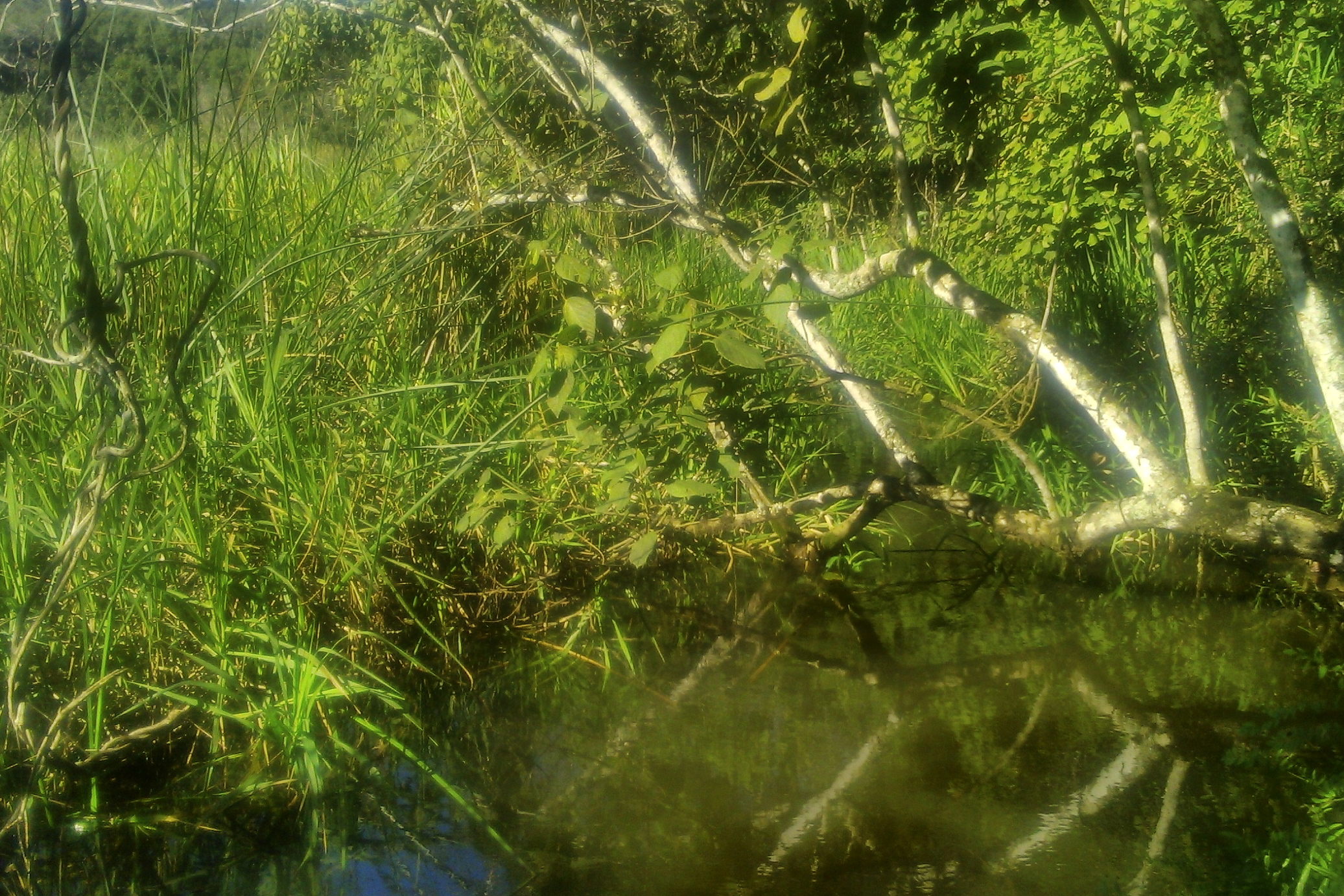
Nascientes del río Tietê, en Salesópolis, São Paulo, ejemplo de hábitat de la especie.

Se distribuye en una muy pequeña zona en los municipios de Biritiba-Mirim, Mogi das Cruzes, Salesópolis, Santa Isabel y São José dos Campos en el este del estado de São Paulo, sureste de Brasil.
Habita fragmentos de bañados con abundancia de totoras de las especies Typha domingensis (Typhaceae) y Schoenoplectus californicus (Cyperaceae) entre los 600 y los 760 m de altitud.

## Estado de conservación
El hormiguerito paulista ha sido calificado como especie en peligro crítico de extinción por la Unión Internacional para la Conservación de la Naturaleza (IUCN)debido a que su pequeña población total, estimada en la faja de 250 a 1000 individuos, habita en una área extremadamente pequeña. La población es de naturaleza fragmentada, como comprobado por investigaciones genéticas, a lo que se suma la decadencia de su hábitat conveniente debido al desarrollo humano y a los cambios de vegetación causados por especies de pastos invasores.

## Sistemática

### Descripción original
La especie F. paludicola fue descrita por primera vez por los ornitólogos brasileños Dante Renato Côrrea Buzetti, Ricardo Belmonte-Lopes, Bianca Luiza Reinert, Luís Fábio Silveira y Marcos Ricardo Bornschein,   en 2013 bajo el mismo nombre científico; la localidad tipo es: «Córrego  Taboão do  Parateí  (23°24’27”S,  46°13’35”W;  630 msnm), Mogi das Cruzes, estado de São Paulo, Brasil».

### Etimología
El nombre genérico femenino «Formicivora» se compone de las palabras del latín «formica»: hormiga y «vorare»: devorar; significando «devorador de hormigas»; y el nombre de la especie «paludicola», se compone de las palabras del latín «palus, paludis»: pantano  y «colere»: habitar; significando «habitante del pantano».

### Taxonomía
La nueva especie fue reconocida por Dickinson & Christidis (2014), por Aves del Mundo, y listada por el Comité Brasileño de Registros Ornitológicos (CBRO). Sin embargo, el Comité de Clasificación de Sudamérica (SACC), en votación muy dividida, rechazó la Propuesta N° 693 de reconocimiento de la especie, por considerar que las diferencias morfológicas y de vocalización con el hormiguerito del Paraná Formicivora acutirostris no son suficientes para justificarla. Las clasificacioes del Congreso Ornitológico Internacional (IOC), y Clements Checklist/eBird v.2019 lo consideran como subespecie.